# Elburn
Elburn – wieś w hrabstwie Kane, w stanie Illinois.

## Geografia
Powierzchnia Elburn wynosi 9,66 km². Cała powierzchnia to powierzchnia lądowa. Większość krajobrazu otoczenia wsi stanowią pola kukurydzy.